# Frac

Logo sieci sklepów "FRAC" w wersji bez obrysu oraz z obrysem.

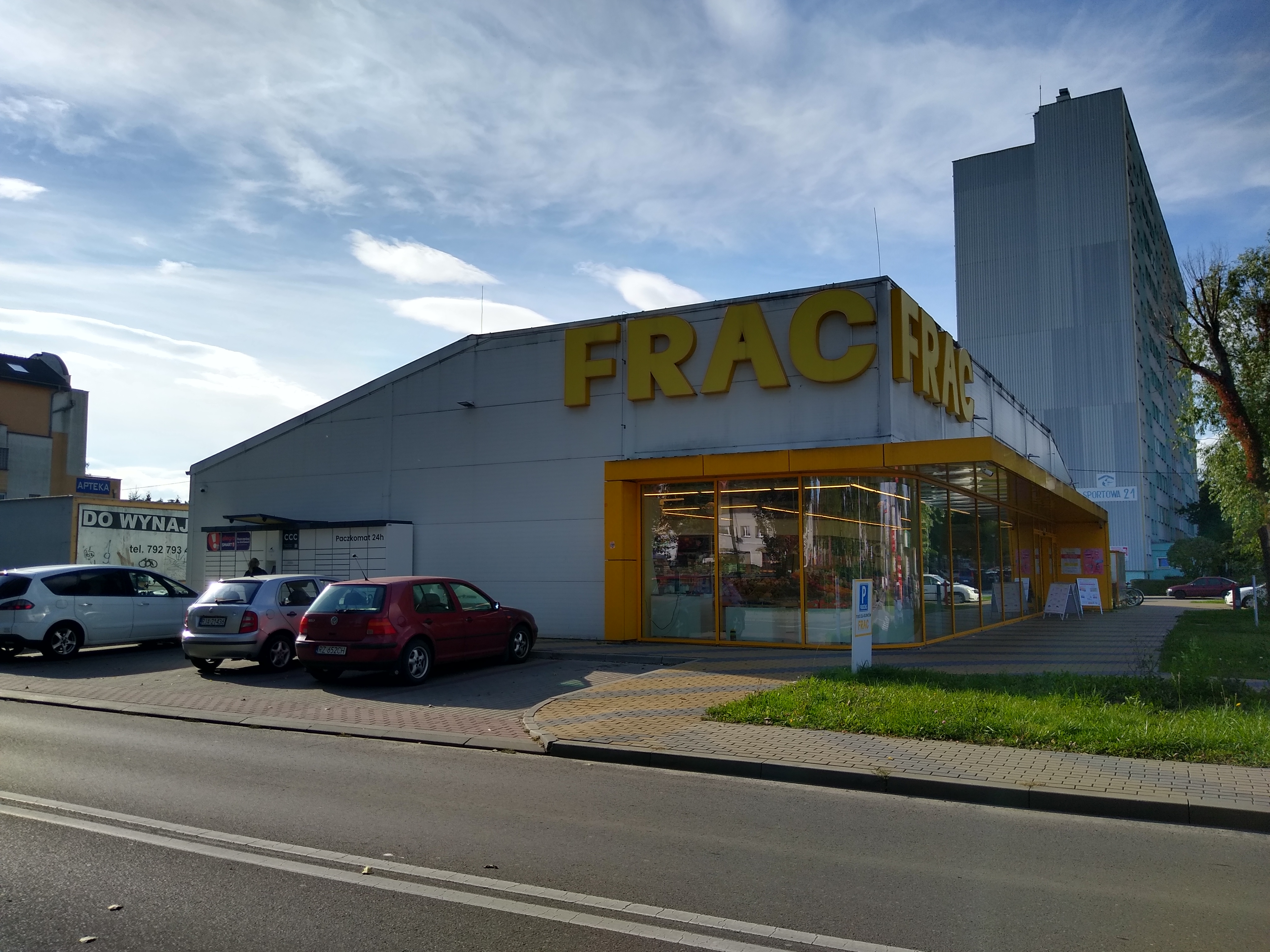
Sklep sieci Frac na ul. Chełmońskiego w Rzeszowie

Frac (zapis stylizowany: FRAC) – sieć sklepów spożywczo-przemysłowych, z dominującym kapitałem polskim, działająca od 1994 roku. Jej właścicielami jest rodzina Frąców, od nazwiska której pochodzi nazwa sieci.
Celem obsługi sieci powołane zostały trzy spółki prawa handlowego: Frac S.A., Frac Handel Sp. z o.o. Spółka Komandytowo-Akcyjna oraz Frac Handel Sp. z o.o. Detal Spółka Komandytowo-Akcyjna. Wszystkie mają siedzibę w Rzeszowie przy ul. Lwowskiej 6.
Pierwszy sklep sieci został otwarty w 1994 roku w Krośnie. W 2014 roku sieć liczyła 40 sklepów w 15 miastach, położonych na terenie województw: podkarpackiego, małopolskiego, mazowieckiego i śląskiego. W 2015 Frac odsprzedał 19 sklepów sieci Stokrotka. Frac oferuje klientom towary spożywcze wyższej jakości. 
Firma jest sponsorem klubu PKS Kolping Frac Jarosław, występującego w Superlidze (najwyższej klasie rozgrywkowej) tenisa stołowego w Polsce.